# Liste de ponts en Espagne

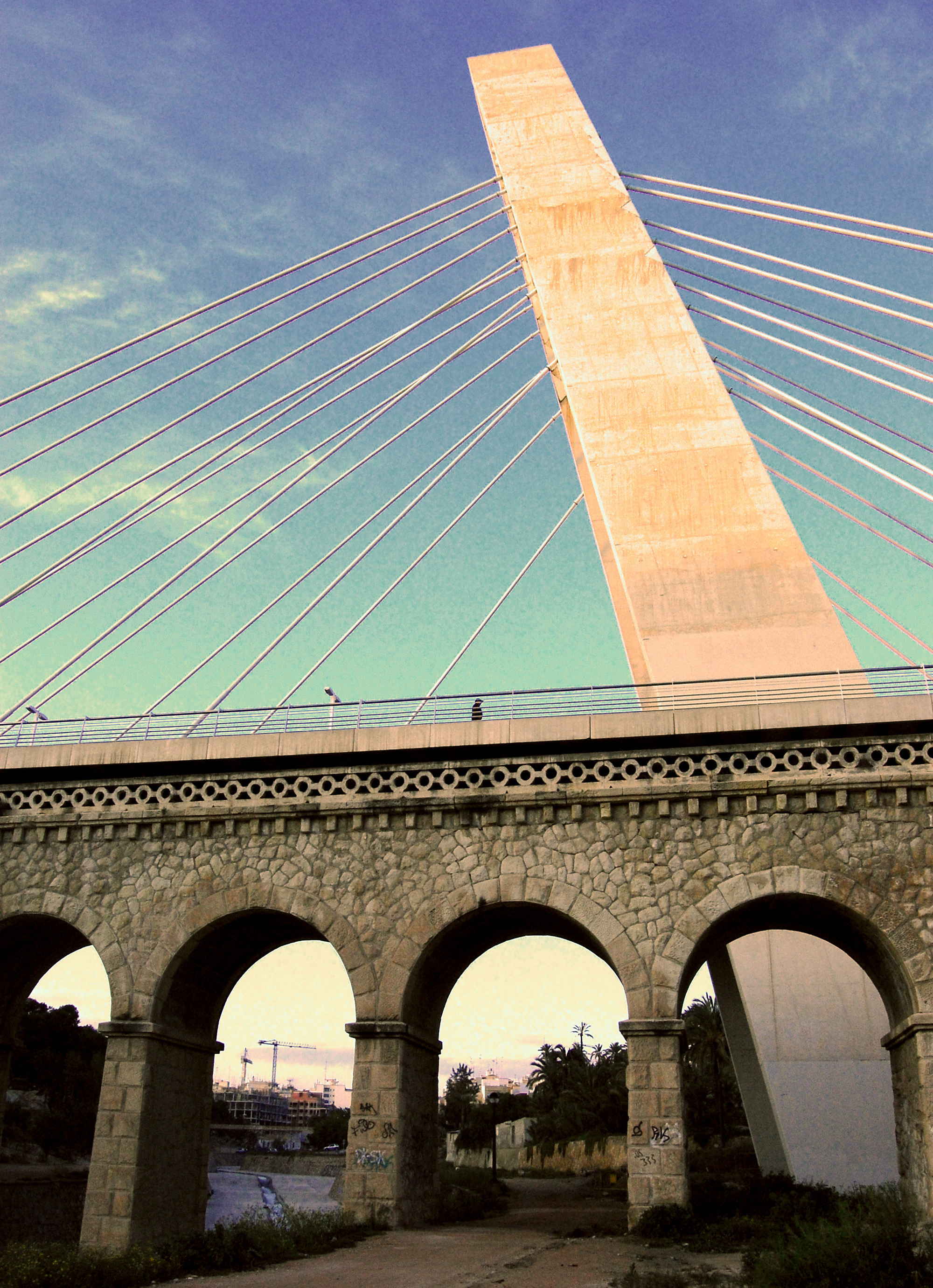
Les ponts de la Généralité valencienne à Elche sur le fleuve Vinalopó.

Cet article a pour objet de présenter une liste de ponts remarquables d'Espagne, tant par leurs caractéristiques dimensionnelles, que par leur intérêt architectural ou historique.
Elle est présentée sous forme de tableaux récapitulant les caractéristiques des différents ouvrages, et peut être triée selon les diverses entrées pour voir un type de pont particulier ou les ouvrages les plus récents par exemple. La seconde colonne donne la classification de l'ouvrage parmi ceux présentés, les colonnes Portée et Long. (longueur) sont exprimées en mètres. Date indique la date de mise en service du pont.

## Ponts présentant un intérêt historique
|                                            |    | Nom                           | Distinction                                                                                          | Long. | Type | Voie portée Voie franchie                         | Date          | Localisation                                             | Communauté autonome  | Ref.     |
| ------------------------------------------ | -- | ----------------------------- | --- | ----- | --- | ------------------------------------------------- | ------------- | -------------------------------------------------------- | -------------------- | -------- |
| Puente romano de Córdoba                   | 1  | Pont romain de Cordoue        | Via Augusta Patrimoine d'intérêt culturel                                                            | 247   | Pont en maçonnerie 16 arches plein cintre                                                                                   | Pont piétonnier Guadalquivir                      | -100 av. J.C. | Cordoue 37° 52′ 36,5″ N, 4° 46′ 41,1″ O                  | Andalousie           | [ B 1 ]  |
| Acueducto de Segovia                       | 2  | Aqueduc de Ségovie            | Patrimoine mondial (1985) · Patrimoine d'intérêt culturel                                            | 823   | Pont en maçonnerie 2 niveaux (44 et 119 arches plein cintre), pierre sèche                                                  | Aqueduc Plaza del Azoguejo                        | 80            | Ségovie 40° 56′ 52,6″ N, 4° 07′ 04,3″ O                  | Castille-et-León     | ,        |
| Acueducto de los Milagros                  | 3  | Aqueduc des Miracles          | Ensemble archéologique de Mérida · Patrimoine mondial (1993) · Patrimoine d'intérêt culturel         | 827   | Pont en maçonnerie 3 niveaux (38 arches restantes plein cintre)                                                             | Aqueduc Río Albarregas (España)                   | Ier siècle    | Mérida 38° 55′ 27,2″ N, 6° 20′ 52,3″ O                   | Estrémadure          | ,        |
| Acueducto de Peña Cortada                  | 4  | Acueducto de Peña Cortada     | | 36    | Pont en maçonnerie 3 arches plein cintre                                                                                    | Aqueduc Rambla de Alcotas                         | Ier siècle    | Chelva 39° 44′ 58″ N, 0° 58′ 05″ O                       | Valence              | [ 3 ]    |
| Puente de Alcántara                        | 5  | Pont d'Alcántara              | Plus haut pont du monde jusqu'au XIVe siècle Hauteur libre : 50 mètres Patrimoine d'intérêt culturel | 194   | Pont en maçonnerie 6 arches plein cintre Portée : 28,8 mètres                                                               | EX-207 Tage                                       | 106           | Alcántara 39° 43′ 21″ N, 6° 53′ 33″ O                    | Estrémadure          | ,        |
| Acueducto de les Ferreres                  | 6  | Aqueduc de Tarragone          | Ensemble archéologique de Tarragone · Patrimoine mondial (2000) · Patrimoine d'intérêt culturel      | 217   | Pont en maçonnerie 2 niveaux (11 et 25 arches plein cintre)                                                                 | Aqueduc Barranc del Diable                        | 117           | Tarragone 41° 08′ 45,7″ N, 1° 14′ 37,8″ E                | Catalogne            | ,        |
| Puente de Alconétar                        | 7  | Pont d'Alconétar              | L'un des plus vieux ponts en arc surbaissé du monde                                                  | 290   | Pont en maçonnerie 14 arches à l'origine (dont 9 segmentaires)                                                              | Tage                                              | IIe siècle    | Garrovillas de Alconétar 39° 45′ 14,7″ N, 6° 26′ 13,4″ O | Estrémadure          |          |
| Puente del Bibey                           | 8  | Pont du río Bibei             | Via Nova                                                                                             | 78    | Pont en maçonnerie 3 arches plein cintre Portée : 18,5 mètres                                                               | OU-636 Río Bibey                                  | IIe siècle    | A Pobra de Trives 42° 20′ 01,7″ N, 7° 12′ 52,5″ O        | Galice               |          |
| Puente de Segura                           | 9  | Pont de Segura                | Construit à proximité (15 km) et durant la même période que le pont d'Alcántara                      |       | Pont en maçonnerie 5 arches plein cintre Portée : 10,5 mètres                                                               | N355 Ctra. de Comarcal Río Erjas                  | IIe siècle    | Piedras Albas - Segura 39° 49′ 02,3″ N, 6° 58′ 54,1″ O   | Estrémadure Portugal |          |
| Puente Romano de Cihuri                    | 10 | Pont romain de Cihuri         | Patrimoine d'intérêt culturel                                                                        |       | Pont en maçonnerie 2 arches ogivales                                                                                        | Pont piétonnier Tirón                             | IIe siècle    | Cihuri 42° 34′ 06,4″ N, 2° 55′ 10,2″ O                   | La Rioja             | [ B 6 ]  |
| Puente de Alcántara (Toledo)               | 11 | Pont d'Alcántara (Tolède)     | Pont fortifié Patrimoine d'intérêt culturel                                                          |       | Pont en maçonnerie 2 arches plein cintre                                                                                    | Pont piétonnier Tage                              | IIIe siècle   | Tolède 39° 51′ 37,4″ N, 4° 01′ 02,8″ O                   | Castille-La Manche   | [ 7 ]    |
|                                            | 12 | Pont romain de Besalú         | Pont fortifié Patrimoine d'intérêt culturel                                                          |       | Pont en maçonnerie 8 arches (2 brisées, 6 plein cintre)                                                                     | Pont piétonnier Río Fluvià                        | XIIe siècle   | Besalú 42° 11′ 57,6″ N, 2° 42′ 05,4″ E                   | Catalogne            | [ B 7 ]  |
| Puente del Diablo (Martorell)              | 13 | Pont du Diable (Martorell)    | Pont du Diable Patrimoine d'intérêt culturel                                                         |       | Pont en maçonnerie 2 arches brisées Portée : 37,3 mètres                                                                    | Pont piétonnier Llobregat                         | 1289          | Martorell 41° 28′ 29,9″ N, 1° 56′ 16,1″ E                | Catalogne            | ,        |
| Puente de San Martín (Toledo)              | 14 | Pont de San Martín            | Pont fortifié                                                                                        |       | Pont en maçonnerie 5 arches ogivales (1 principale, 4 secondaires) Portée : 40 mètres                                       | Pont piétonnier Tage                              | XIVe siècle   | Tolède 39° 51′ 24,1″ N, 4° 02′ 02,8″ O                   | Castille-La Manche   |          |
|                                            | 15 | Pont romain de Cangas de Onís | Patrimoine d'intérêt culturel                                                                        |       | Pont en maçonnerie 3 arches brisées                                                                                         | Pont piétonnier Río Sella                         | XIVe siècle   | Cangas de Onís 43° 21′ 00,5″ N, 5° 07′ 55,4″ E           | Asturies             | [ B 9 ]  |
| Puente del Diablo (Cardona)                | 16 | Pont du Diable (Cardona)      | Pont du Diable (pont inachevé) Patrimoine culturel d'intérêt national                                | 59    | Pont en maçonnerie 2 arches Portées : 25,5 et 15,8 mètres                                                                   | Hors service Pont piétonnier Río Cardener         | 1424          | Cardona 41° 55′ 10,9″ N, 1° 41′ 05,5″ E                  | Catalogne            | [ 9 ]    |
| Acueducto Los Arcos (Teruel)               | 17 | Aqueduc de Teruel             | |       | Pont en maçonnerie 2 niveaux (2 et 6 arches)                                                                                | Aqueduc Plaza de la Merced                        | 1537          | Teruel 40° 20′ 44,9″ N, 1° 06′ 22,9″ O                   | Aragon               |          |
| Puente de Segovia (Madrid)                 | 18 | Pont de Ségovie               | Patrimoine d'intérêt culturel                                                                        |       | Pont en maçonnerie 9 arches plein cintre, granite                                                                           | Calle de Segovia Manzanares                       | 1584          | Madrid 40° 24′ 50,4″ N, 3° 43′ 22,6″ O                   | Madrid               |          |
| Puente de Toledo (Madrid)                  | 19 | Pont de Tolède (Madrid)       | Patrimoine d'intérêt culturel                                                                        |       | Pont en maçonnerie 9 arches plein cintre, granite                                                                           | Calle de Toledo Manzanares                        | 1732          | Madrid 40° 23′ 58,8″ N, 3° 42′ 53,7″ O                   | Madrid               | [ B 10 ] |
| Puente Nuevo                               | 20 | Pont Neuf                     | Hauteur : 98 mètres                                                                                  | 40    | Pont en maçonnerie 3 arches (1 principale double elliptique à axe vertical, 2 secondaire plein cintre) Portée : 13,2 mètres | Calle de Armiñán Gorges de Ronda (Río Guadalevín) | 1785          | Ronda 36° 44′ 26,4″ N, 5° 09′ 57,1″ O                    | Andalousie           | [ 10 ]   |
| Puente de hierro del Parque de El Capricho | 21 | Pont du parc d'El Capricho    | Plus ancien pont en fer d'Espagne                                                                    |       | Arc Fer forgé | Passerelle Lac du parc d'El Capricho              | 1830          | Madrid 40° 27′ 25,8″ N, 3° 35′ 59,3″ O                   | Madrid               |          |
| Puente de Triana, Puente de Isabel II      | 22 | Pont Isabelle II              | | 149   | Arc Arcs en fonte | Plaza del Altozano - Calle San Pablo Guadalquivir | 1852          | Séville 37° 23′ 10,8″ N, 6° 00′ 08,6″ O                  | Andalousie           |          |
| Puente de los Franceses (Madrid)           | 23 | Pont des Français             | Construit par des ingénieurs français                                                                |       | Pont en maçonnerie 5 arches                                                                                                 | Ligne Madrid-Venta de Baños-Irun Manzanares       | 1862          | Madrid 40° 26′ 01,2″ N, 3° 44′ 08,9″ O                   | Madrid               |          |
| Acueducto del Águila                       | 24 | Aqueduc d'Águila              | |       | Pont en maçonnerie 4 niveaux (2, 6, 11 et 17 arches plein cintre), brique                                                   | Aqueduc                                           | 1880          | Nerja 36° 45′ 29,2″ N, 3° 51′ 00,1″ O                    | Andalousie           |          |
| Puente de Vizcaya                          | 25 | Pont de Biscaye               | Plus ancien pont transbordeur connu · Patrimoine mondial (2006) · Patrimoine d'intérêt culturel      | 164   | Suspendu Tablier treillis acier, pylônes acier Portée : 164 mètres                                                          | Nervion                                           | 1893          | Portugalete - Getxo 43° 19′ 23,8″ N, 3° 01′ 01,6″ O      | Pays basque          | ,        |
| Puente de San Pablo                        | 26 | Pont de San Pablo             | | 100   | Pont en treillis Acier | Passerelle Huécar                                 | 1902          | Cuenca 40° 04′ 41,8″ N, 2° 07′ 38,5″ O                   | Castille-La Manche   |          |
| Viaducto de Segovia (Madrid)               | 27 | Viaduc de Ségovie             | |       | Arc Béton, tablier porté | Calle de Bailén Calle de Segovia                  | 1942          | Madrid 40° 24′ 49,8″ N, 3° 42′ 49,2″ O                   | Madrid               | [ B 12 ] |
| Ponte de Gundián                           | 28 | Pont de Gundián               | |       | Arc Béton, tablier porté | Río Ulla                                          | 1948          | Ponte Ulla 42° 47′ 05,9″ N, 8° 23′ 34,7″ O               | Galice               | [ 12 ]   |
| Puente de Cadaqués                         | 29 | Pont de Cadaqués              | |       | Pont en maçonnerie | Pont piétonnier Mer des Baléares                  |               | Cadaqués 42° 16′ 54,8″ N, 3° 16′ 44,2″ E                 | Catalogne            |          |

## Ponts présentant un intérêt architectural
|                                                    |    | Nom                                      | Distinction                                                                                             | Long. | Type                                                                     | Voie portée Voie franchie                                      | Date | Localisation                                                 | Communauté autonome | Ref.   |
| -------------------------------------------------- | -- | ---------------------------------------- | --- | ----- | ------------------------------------------------------------------------ | -------------------------------------------------------------- | ---- | ------------------------------------------------------------ | ------------------- | ------ |
| Puente de La Salve                                 | 1  | Pont de la Salve                         | |       | Haubané Monopylône, tablier poutres acier, pylône acier                  | BI-631 Ria de Bilbao                                           | 1972 | Bilbao 43° 16′ 09,7″ N, 2° 55′ 54,5″ O                       | Pays basque         |        |
| Pasarela de las Glorias Catalanas                  | 2  | Pasarela de las Glorias Catalanas        | Prix CECM 1975 (Convention européenne de la construction métallique)                                    | 97.5  | Haubané Monopylône, tablier caisson acier, pylône acier                  | Passerelle B-10 Ronda del Litoral - Passeig de García Fariá    | 1974 | Barcelone 41° 24′ 28,7″ N, 2° 13′ 12,4″ E                    | Catalogne           | [ 13 ] |
| Parque Juan Carlos I Arche                         | 3  | Arche du parc Juan Carlos I              | Le parc fut ouvert à l'occasion de l'élection de Madrid comme Capitale européenne de la culture en 1992 |       | Poutres Pylône décoratif                                                 | Passerelle Parc Juan Carlos I                                  | 1992 | Madrid 40° 27′ 38,9″ N, 3° 36′ 41,3″ O                       | Madrid              | [ 14 ] |
| Viaducte d'Osormort                                | 4  | Viaduc d'Osormort                        | 11 travées sous-bandées                                                                                 | 504   | Travées sous bandées Tablier caisson béton                               | C-25 Eix Transversal                                           | 1995 | Sant Sadurní d'Osormort 41° 53′ 40,6″ N, 2° 22′ 29,5″ E      | Catalogne           |        |
| Zubizuri                                           | 5  | Zubizuri                                 | Design par Santiago Calatrava                                                                           | 75    | Arc Acier, tablier suspendu                                              | Passerelle Nervion                                             | 1997 | Bilbao 43° 15′ 58,9″ N, 2° 55′ 40,1″ O                       | Pays basque         |        |
| Ponte do Milenio                                   | 6  | Ponte do Milenio                         | | 275   | Haubané Tablier caisson béton, pylônes inclinés béton, suspension axiale | N-120 Minho                                                    | 2001 | Orense 42° 20′ 43,9″ N, 7° 52′ 27″ O                         | Galice              |        |
| Pont Trencat                                       | 7  | Pont Trencat                             | Footbridge Awards 2005 Puente de Alcántara Premios 2002-2004                                            | 72    | Arc Bois, tablier porté                                                  | Calle de Pont Romá (pont piétonnier) Tordera                   | 2004 | Sant Celoni 41° 40′ 47,2″ N, 2° 29′ 13,3″ E                  | Catalogne           | [ 15 ] |
| Viaducto de O Eixo                                 | 8  | Viaduc d'O Eixo                          | | 1224  | Arc Béton, tablier porté                                                 | LGV Madrid - Saint-Jacques-de-Compostelle                      | 2008 | Saint-Jacques-de-Compostelle 42° 51′ 08,3″ N, 8° 30′ 29,8″ O | Galice              | ,      |
| Pasarela del Voluntariado                          | 9  | Passerelle du Volontariat                | Design par Javier Manterola                                                                             | 277   | Haubané Monopylône, tablier caisson acier, pylône acier                  | Passerelle Èbre                                                | 2008 | Saragosse 41° 39′ 55,3″ N, 0° 53′ 40,7″ O                    | Aragon              |        |
| Puente de Arganzuela                               | 10 | Pont d'Arganzuela                        | Design par Dominique Perrault                                                                           | 556   | Pont en treillis Acier                                                   | Passerelle Manzanares                                          | 2011 | Madrid 40° 23′ 51,5″ N, 3° 42′ 42,1″ O                       | Madrid              |        |
| Puente de Monteolivete                             | 11 | Pont de Monteolivete                     | Design par Santiago Calatrava Traverse la Cité des arts et des sciences                                 |       | Pont à béquilles                                                         | Av. de los Hermanos Maristas - Calle del Padre Tomás Montañana |      | Valence 39° 27′ 26,2″ N, 0° 21′ 17,4″ O                      | Valence             |        |
| Puente sobre el Manzanares en el Parque Madrid Río | 12 | Pont du parc de Madrid sur le Manzanares | |       | Arc Côque béton, tablier suspendu                                        | Passerelle Manzanares                                          |      | Madrid 40° 23′ 35,5″ N, 3° 42′ 07,1″ O                       | Madrid              |        |

## Grands ponts
Ce tableau présente les ouvrages ayant des portées supérieures à 100 m (liste non exhaustive).
|                                                         |    | Nom                                                           | Portée   | Long. | Type                                                                          | Voie portée Voie franchie                                           | Date | Localisation                                                          | Communauté autonome        | Ref.   |
| ------------------------------------------------------- | -- | ------------------------------------------------------------- | -------- | ----- | ----------------------------------------------------------------------------- | ------------------------------------------------------------------- | ---- | --------------------------------------------------------------------- | -------------------------- | ------ |
| Puente de La Pepa                                       | 1  | Pont de la Pepa                                               | 540      | 3092  | Haubané Pylônes béton                                                         | CA-35 Baie de Cadix (Océan Atlantique)                              | 2015 | Cadix 36° 31′ 26,1″ N, 6° 15′ 34,1″ O                                 | Andalousie                 |        |
| Puente Ingeniero Carlos Fernández Casado                | 2  | Pont Ingeniero Carlos Fernández Casado                        | 440      | 643   | Haubané Tablier caisson béton, pylônes béton                                  | Autovía AP-66 Réservoir de Barrios de Luna                          | 1983 | Barrios de Luna - Sena de Luna 42° 53′ 46,2″ N, 5° 53′ 17,8″ O        | Castille-et-León           |        |
| Puente de Rande                                         | 3  | Pont de Rande                                                 | 400      |       | Haubané Tablier mixte acier/béton, pylônes béton                              | Autovía AP-9 Ruta europea E01 Ría de Vigo                           | 1981 | Moaña-Redondela 42° 17′ 17,6″ N, 8° 39′ 37,6″ O                       | Galice                     | [ 18 ] |
|                                                         | 4  | Viaduc du réservoir d'Alcántara (río Almonte) en construction | 384      | 996   | Arc Béton, tablier porté                                                      | LGV Madrid - Lisbonne Río Almonte                                   | 2015 | Cáceres 39° 41′ 10,7″ N, 6° 27′ 39,6″ O                               | Estrémadure                | ,      |
| Puente Internacional del Guadiana                       | 5  | Pont international sur le Guadiana                            | 324      | 666   | Haubané Tablier caisson béton, pylônes béton                                  | Autovía A-49 Ruta europea E01 Guadiana                              | 1991 | Ayamonte 37° 14′ 15,4″ N, 7° 25′ 13,2″ O                              | Andalousie Portugal        |        |
|                                                         | 6  | Viaduc du réservoir d'Alcántara (Tage) en construction        | 324      | 1488  | Arc Béton, tablier porté                                                      | LGV Madrid - Lisbonne Tage                                          | 2015 | Cáceres 39° 42′ 59,1″ N, 6° 26′ 35,3″ O                               | Estrémadure                | [ 21 ] |
| Puente de Castilla la Mancha                            | 7  | Pont de Castille-La Manche                                    | 318      | 729   | Haubané Monopylône, tablier caisson béton, pylône incliné béton               | Tage                                                                | 2011 | Talavera de la Reina 39° 57′ 03,4″ N, 4° 48′ 21,5″ O                  | Castille-La Manche         |        |
| Puente del V Centenario                                 | 8  | Pont du Cinquième Centenaire                                  | 265      | 2016  | Haubané Pylônes béton                                                         | SE-30 Ruta europea E803 Guadalquivir                                | 1991 | Séville 37° 20′ 56,2″ N, 5° 59′ 35,7″ O                               | Andalousie                 | [ 22 ] |
| Viaducto ferrocarril del embalse de Contreras           | 9  | Viaduc ferroviaire de Contreras                               | 261      | 587   | Arc Béton, tablier porté                                                      | LGV Madrid - Levant Réservoir de Contreras                          | 2009 | Minglanilla - Villargordo del Cabriel 39° 32′ 52,1″ N, 1° 30′ 53,5″ O | Castille-La Manche Valence |        |
| Puente de los Tilos                                     | 10 | Pont en arc des Tilos                                         | 255      | 319   | Arc Béton, tablier porté                                                      | LP-1                                                                | 2004 | San Andrés y Sauces (La Palma) 28° 47′ 54,2″ N, 17° 46′ 16,6″ O       | Îles Canaries              |        |
| Viaducto del río Ulla (Eje Atlántico)                   |    | Viaduct du río Ulla (Eje Atlántico)                           | 240      | 1620  | Treillis Mixte acier/béton 225+240+225                                        | Eje Atlántico Río Ulla                                              | 2015 | Rianxo - Catoira 42° 40′ 08,4″ N, 8° 43′ 59,7″ O                      | Galice                     |        |
| Viaducto de Alconétar                                   | 11 | Viaduc d’Alconétar                                            | 234      | 400   | Arc Acier, tablier porté                                                      | Autovía A-66 Ruta europea E803 Tage                                 | 2006 | Cáceres 39° 43′ 10,2″ N, 6° 24′ 37,8″ O                               | Estrémadure                |        |
| Puente del Tercer Milenio                               | 12 | Pont du Troisième Millénaire                                  | 216      | 270   | Arc Béton, tablier suspendu                                                   | Av. de la Expo 2008 Èbre                                            | 2008 | Saragosse 41° 39′ 56,2″ N, 0° 54′ 30,3″ O                             | Aragon                     |        |
| Viaducto Martín Gil                                     | 13 | Viaduc de la Martín Gil                                       | 210      | 408   | Arc Béton, tablier porté                                                      | Ligne Ourense - Zamora Esla                                         | 1942 | Santa Eufemia del Barco 41° 39′ 03,4″ N, 5° 53′ 52,3″ O               | Castille-et-León           |        |
| Puente del Alamillo                                     | 14 | Pont de l'Alamillo                                            | 200      | 250   | Haubané Tablier mixte acier/béton, pylône incliné béton type espar            | SE-30 Guadalquivir                                                  | 1992 | Séville 37° 24′ 48,1″ N, 5° 59′ 26″ O                                 | Andalousie                 |        |
|                                                         | 15 | Pont de la Regenta                                            | 190      | 381   | Arc Béton, tablier porté                                                      | Autovía A-8 Ruta europea E70 Río Cabo - N-634a                      | 1996 | Ballota 43° 32′ 43,9″ N, 6° 20′ 06,6″ O                               | Asturies                   |        |
| Puente Lusitania                                        | 16 | Pont Lusitania                                                | 189      | 465   | Arc Arc mixte acier/béton, tablier caisson béton suspendu                     | Guadiana                                                            | 1991 | Mérida 38° 55′ 00,9″ N, 6° 21′ 12,7″ O                                | Estrémadure                |        |
| Pabellón Puente                                         | 17 | Pavillon-Pont                                                 | 185      | 260   | Pont couvert Acier                                                            | Pont piétonnier Èbre                                                | 2008 | Saragosse 41° 39′ 59,7″ N, 0° 54′ 18,2″ O                             | Aragon                     |        |
| Puente del río Almonte                                  | 18 | Pont sur l'Almonte                                            | 184      | 432   | Arc Béton, tablier porté                                                      | Autovía A-66 Ruta europea E803 Río Almonte                          | 2005 | Cáceres 39° 37′ 00,5″ N, 6° 24′ 12,8″ O                               | Estrémadure                |        |
| Viaducto de Montabliz                                   | 19 | Viaduc de Montabliz                                           | 175      | 721   | Poutre-caisson Béton précontraint                                             | Autovía A-67 Bisueña                                                | 2008 | Montabliz 43° 06′ 11,9″ N, 4° 05′ 25,3″ O                             | Cantabrie                  |        |
| Puente de La Vicaria                                    | 20 | Pont de la Vicaria                                            | 168      | 260   | Arc CFST, tablier intermédiaire en acier                                      | Segura                                                              | 2007 | Yeste 38° 21′ 16″ N, 2° 15′ 46,1″ O                                   | Castille-La Manche         |        |
| Puente de la Barqueta                                   | 21 | Pont de la Barqueta                                           | 168      | 168   | Arc Acier, tablier suspendu Bow-string                                        | Guadalquivir                                                        | 1992 | Séville 37° 24′ 16″ N, 5° 59′ 50,5″ O                                 | Andalousie                 |        |
| Viaducto del Río Ulla                                   | 22 | Viaduc de la Ulla                                             | 168      | 630   | Arc Béton, tablier porté                                                      | LGV Madrid - Saint-Jacques-de-Compostelle Río Ulla                  | 2012 | Ponte Ulla 42° 47′ 00,9″ N, 8° 23′ 38,3″ O                            | Galice                     | [ 23 ] |
| Puente de Ricobayo                                      | 23 | Pont de Ricobayo                                              | 164      | 219   | Arc Arc mixte acier/béton, tablier porté                                      | N-122 Ruta europea E82 Esla                                         | 1995 | Ricobayo 41° 32′ 07,5″ N, 5° 58′ 43″ O                                | Castille-et-León           |        |
| Puente del lago de Buendía                              |    | Pont du lac de Buendía                                        | 162      | 320   | Treillis Acier/béton                                                          | Embalse de Buendía                                                  | 2006 | Cañaveruelas - Alcocer 40° 26′ 48,7″ N, 2° 37′ 43,1″ O                | Castille-La Manche         |        |
| Puente de Tamaraceite                                   | 24 | Pont de Tamaraceite                                           | 160      |       | Arc Béton, tablier caisson béton intermédiaire                                | GC-2                                                                | 1993 | Santa María de Guía de Gran Canaria 28° 07′ 36,6″ N, 15° 27′ 03,9″ O  | Îles Canaries              |        |
| Viaducto de Navia                                       | 25 | Viaduc de Navia                                               | 160 (x2) | 905   | Arc Acier, tablier béton suspendu                                             | Autovía A-8 Ruta europea E70 Navia                                  | 2008 | Navia 43° 31′ 44,3″ N, 6° 43′ 25,8″ O                                 | Asturies                   | [ 24 ] |
| Viaducto de Navia                                       | 26 | Pont Betanzos                                                 | 150 (x3) | 1054  | Poutre-caisson Béton précontraint                                             | Autovía AP-9 Ruta europea E01 Ría de Betanzos                       | 1996 | Bergondo 43° 19′ 23,1″ N, 8° 12′ 21,4″ O                              | Galice                     |        |
| Viaducto San Pedro                                      | 27 | Viaduc de San Pedro                                           | 150 (x4) | 750   | Poutre-caisson Béton précontraint                                             | Autovía A-8 Ruta europea E70                                        |      | San Pedro 43° 34′ 06,6″ N, 6° 13′ 22,7″ O                             | Asturies                   | [ 25 ] |
| Puente de los Santos                                    | 28 | Puente de los Santos                                          | 150 (x3) | 600   | Poutre-caisson Béton précontraint                                             | Autovía A-8 N-634 Ruta europea E70 Ría de Ribadeo                   |      | Ribadeo 43° 32′ 34,6″ N, 7° 02′ 01,2″ O                               | Galice                     | [ 26 ] |
| Puente de Miraflores                                    | 29 | Pont de Miraflores                                            | 148      |       | Arc Béton, tablier porté                                                      | Larreagaburu Zubia Nervion                                          | 1995 | Bilbao 43° 14′ 48,3″ N, 2° 55′ 15,4″ O                                | Pays basque                |        |
| Viaducto de Rules                                       | 30 | Pont autoroutier d'Izbor                                      | 140      | 926   | Poutre-caisson Béton précontraint                                             | Autovía A-44 Ruta europea E902 Río Ízbor                            | 2007 | Izbor 36° 53′ 38″ N, 3° 30′ 24,9″ O                                   | Andalousie                 | [ 27 ] |
|                                                         |    | Viaduc du barrage de Rules                                    | 140 (x2) | 585   | Mixte acier/béton Tablier caisson treillis acier, hourdis béton 85+140x2+11x2 | Autovía A-44 Ruta europea E902 Guadalfeo                            | 2009 | Lanjarón - Órgiva 36° 52′ 35,4″ N, 3° 28′ 51,4″ O                     | Andalousie                 |        |
| Puente de Onteniente                                    | 31 | Pont d'Ontinyent                                              | 140      |       | Arc Béton, tablier intermédiaire                                              | CV-660 Río Clariano - CV-655                                        |      | Ontinyent 38° 49′ 01,3″ N, 0° 37′ 04,3″ O                             | Valence                    | [ 28 ] |
| Puente Colgante de Amposta                              | 32 | Pont suspendu d'Amposta                                       | 135      |       | Suspendu Tablier métallique, pylônes en maçonnerie                            | N-340a Avinguda de l'Alcalde Palau Èbre                             | 1921 | Amposta 40° 42′ 53,4″ N, 0° 34′ 53,9″ E                               | Catalogne                  |        |
| Puente del Cristo de la Expiración, Puente del Cachorro | 33 | Pont du Christ de l'Expiration                                | 130      | 223   | Arc Acier, tablier suspendu Bow-string                                        | Av. del Cristo de la Expiración Guadalquivir                        | 1991 | Séville 37° 23′ 25,6″ N, 6° 00′ 22,9″ O                               | Andalousie                 | [ 29 ] |
| Puente de la Exposición                                 | 34 | Pont Alameda                                                  | 130      | 163   | Arc Acier, tablier suspendu                                                   | La Peineta Jardins du Turia                                         | 1995 | Valence 39° 28′ 23,2″ N, 0° 21′ 57,7″ O                               | Valence                    |        |
| Puente de la Peraleda                                   | 35 | Pont de la Peraleda                                           | 127      |       | Arc Acier, tablier suspendu                                                   | Tage                                                                |      | Tolède 39° 52′ 26″ N, 4° 02′ 38,7″ O                                  | Castille-La Manche         | [ 30 ] |
| Pont des Tirantes                                       | 36 | Pont des Tirantes                                             | 125      |       | Haubané Tablier caisson béton, pylône incliné béton                           | Lérez                                                               | 1995 | Pontevedra 42° 26′ 04,4″ N, 8° 38′ 11,6″ O                            | Galice                     | [ 31 ] |
| Puente de Pino                                          | 37 | Puente Pino                                                   | 120      | 190   | Arc Treillis acier, tablier porté                                             | ZA-321 Ctra de Pino Fermoselle Douro                                | 1914 | Pino del Oro - Villadepera 41° 33′ 38,7″ N, 6° 07′ 48″ O              | Castille-et-León           | [ 32 ] |
| Puente de Hispanoamérica                                | 38 | Pont Hispanoamérica                                           | 120      | 156   | Haubané Tablier béton, pylône incliné béton                                   | Ronda Sur Pisuerga                                                  | 1999 | Valladolid 41° 37′ 35,7″ N, 4° 45′ 27,8″ O                            | Castille-et-León           |        |
|                                                         | 39 | Pont d'Osera de Ebro                                          | 120      | 546   | Pont Vierendeel Tablier béton précontraint                                    | LGV Madrid-Barcelone-Figueres Èbre                                  | 2002 | Osera de Ebro 41° 31′ 01,6″ N, 0° 34′ 28,7″ O                         | Aragon                     |        |
| Pasarela de Plentzia                                    | 40 | Passerelle de Plentzia                                        | 117      | 117   | Arc Acier, tablier suspendu Bow-string                                        | Zubia Kalea (passerelle) Plencia                                    | 1992 | Plentzia 43° 24′ 09,2″ N, 2° 56′ 47,4″ O                              | Pays basque                | [ 33 ] |
| Pont des Courants                                       | 41 | Pont des Courants                                             | 116      |       | Bow-string Acier, tablier suspendu                                            | Lérez                                                               | 2012 | Pontevedra 42° 26′ 11,6″ N, 8° 38′ 53,8″ O                            | Galice                     | [ 34 ] |
| Puente Internacional del Río Águeda                     | 42 | Pont International sur l'Águeda                               | 115      |       | Treillis Acier                                                                | Águeda                                                              | 2000 | La Fregeneda - Barca de Alba 41° 01′ 31,9″ N, 6° 55′ 47,4″ O          | Salamanque Portugal        | [ 35 ] |
| Puente móvil del puerto de Barcelona                    | 43 | Pont du port de Barcelone                                     | 109      |       | Pont basculant                                                                | Moll de Ponent - Moll Oriental Mer Méditerranée                     | 2000 | Barcelone 41° 21′ 53,6″ N, 2° 10′ 52,9″ E                             | Catalogne                  | [ 36 ] |
| Viaducto de la Arena                                    | 44 | Viaduc de La Arena                                            | 105 (x5) | 667   | Haubané Multihaubané, tablier mixte acier/béton, pylônes acier                | Autovía A-8 Ruta europea E70 Rio Barbadun                           | 1992 | Muskiz 43° 20′ 25,8″ N, 3° 06′ 45,7″ O                                | Pays basque                |        |
| Pasarela de Polverines                                  | 45 | Passerelle de Polverines                                      | 105      |       | Suspendu Tablier mixte acier/béton, pylônes acier                             | Passerelle Tage                                                     | 2007 | Tolède 39° 51′ 45,5″ N, 4° 02′ 28,1″ O                                | Castille-La Manche         |        |
| Puente Puerta de Las Rozas                              | 46 | Pont de la porte de Las Rosas                                 | 102      |       | Haubané Tablier mixte acier/béton, pylône acier                               | Autovía A-6                                                         | 2007 | Las Rozas de Madrid 40° 30′ 33,4″ N, 3° 52′ 43,9″ O                   | Madrid                     |        |
| Puente Reina Sofía                                      | 47 | Pont Reine Sofía                                              | 100      |       | Poutre-caisson Béton précontraint                                             | SE-30 Ruta europea E803 Guadalquivir                                | 1991 | Séville 37° 22′ 20,1″ N, 6° 01′ 21,1″ O                               | Andalousie                 |        |
| Viaducto de Contreras                                   | 48 | Viaduc sur le rio Contreras                                   | 170      | 431   | Treillis Tablier caisson treillis acier hauteur variable 2 ouvrages jumelés   | Autovía A-3 Réservoir de Contreras                                  | 1998 | Minglanilla - Villargordo del Cabriel 39° 32′ 48,7″ N, 1° 30′ 48,9″ O | Castille-La Manche Valence | [ 37 ] |
| Puente de l'Assut de l'Or                               | 49 | Pont de l'Assut de l'Or                                       |          | 180   | Haubané Tablier acier, pylône incliné acier                                   | Av. del actor Antonio Ferrandis - Calle de Menorca Jardins du Turia | 2008 | Valence 39° 27′ 16,6″ N, 0° 20′ 59,7″ O                               | Valence                    |        |
| Puente sobre el Júcar (Millares)                        | 50 | Pont du Júcar                                                 |          |       | Arc Tablier suspendu                                                          | CV-580 Júcar                                                        |      | Millares - Dos Aguas 39° 15′ 59,4″ N, 0° 47′ 17,2″ O                  | Valence                    |        |
| Puente Internacional de Salvaterra de Miño              | 51 | Pont international de Salvaterra de Miño                      |          |       | Poutre-caisson Béton précontraint                                             | Minho                                                               |      | Salvaterra de Miño - Monção 42° 04′ 43″ N, 8° 29′ 52,3″ O             | Galice Portugal            |        |
| Viaducto de Bac de Diví                                 | 52 | Viaduc de Bac de Diví                                         |          |       | Poutre-caisson Béton précontraint                                             | C-16 Ruta europea E09                                               |      | Bagà 42° 16′ 28,1″ N, 1° 51′ 12,2″ E                                  | Catalogne                  |        |
| Puente del río Moros                                    | 53 | Pont du río Moros                                             |          |       | Pont à béquilles Tablier caisson acier, béquilles acier                       | Embalse de los Ángeles (Río Moros)                                  |      | Lanjarón - Órgiva 40° 47′ 01,9″ N, 4° 15′ 00,2″ O                     | Castille-et-León           |        |